# Комбьер
Комбье́р (фр. Combiers) — коммуна во Франции, находится в регионе Пуату — Шаранта. Департамент — Шаранта. Входит в состав кантона Вильбуа-Лавалет. Округ коммуны — Ангулем.
Код INSEE коммуны — 16103.
Коммуна расположена приблизительно в 410 км к юго-западу от Парижа, в 125 км южнее Пуатье, в 27 км к юго-востоку от Ангулема.

## Население
Население коммуны на 2008 год составляло 115 человек.
| 1962 | 1968 | 1975 | 1982 | 1990 | 1999 | 2008 |
| ---- | ---- | ---- | ---- | ---- | ---- | ---- |
| 242  | 214  | 154  | 145  | 127  | 114  | 115  |

## Экономика
В 2007 году среди 61 человека в трудоспособном возрасте (15—64 лет) 41 были экономически активными, 20 — неактивными (показатель активности — 67,2 %, в 1999 году было 65,1 %). Из 41 активных работали 33 человека (21 мужчина и 12 женщин), безработных было 8 (4 мужчины и 4 женщины). Среди 20 неактивных 2 человека были учениками или студентами, 9 — пенсионерами, 9 были неактивными по другим причинам.

## Достопримечательности
- Церковь Розе (XII век), бывший монастырь. Памятник истории с 1987 года[8]
- Приходская церковь Сен-Фиакр
- Дендрарий Кледу, часть леса Орт[фр.], занимает площадь в 6 га и содержит 35 видов растений

## Фотогалерея

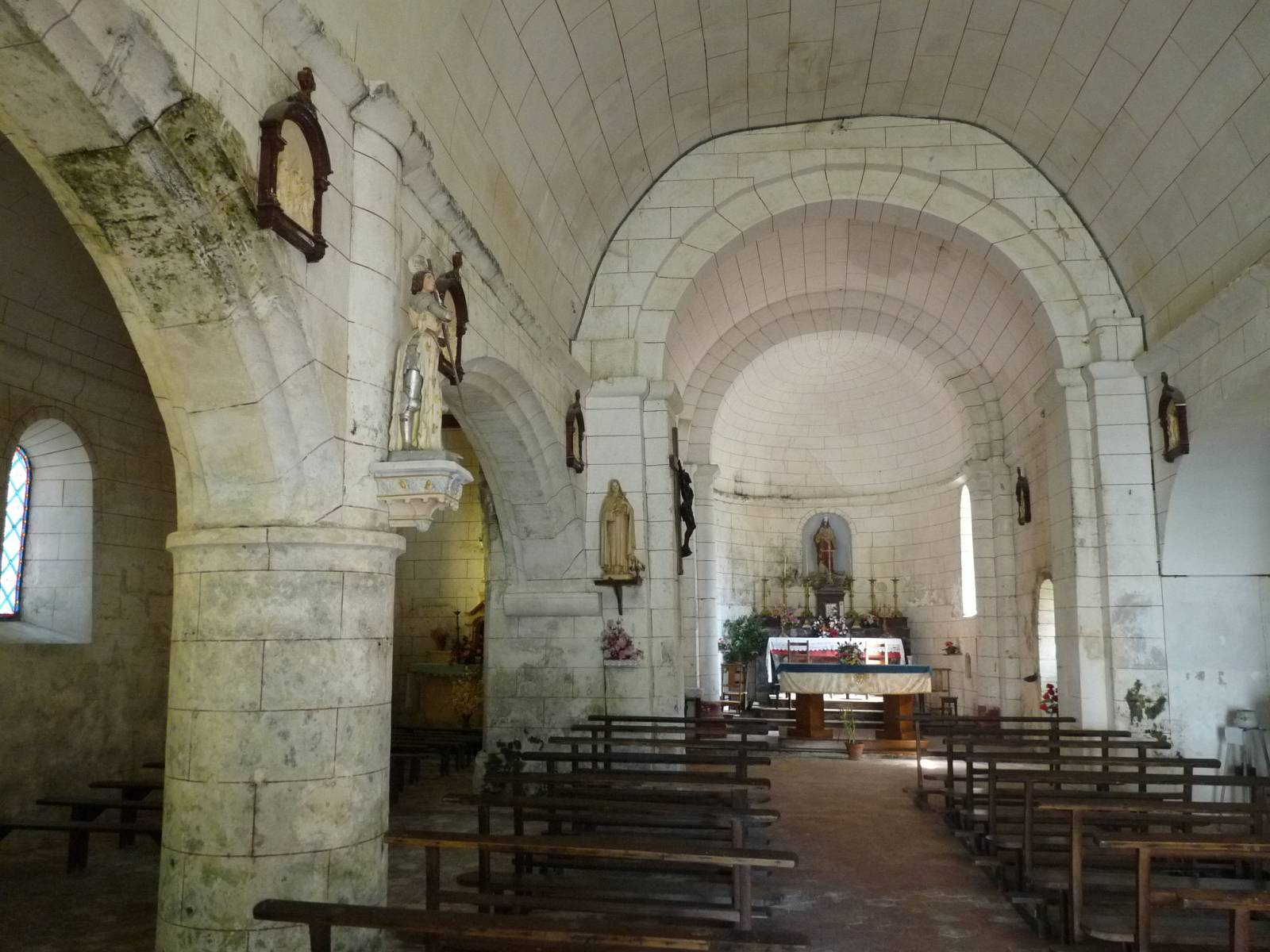
Интерьер церкви Сен-Фиакр
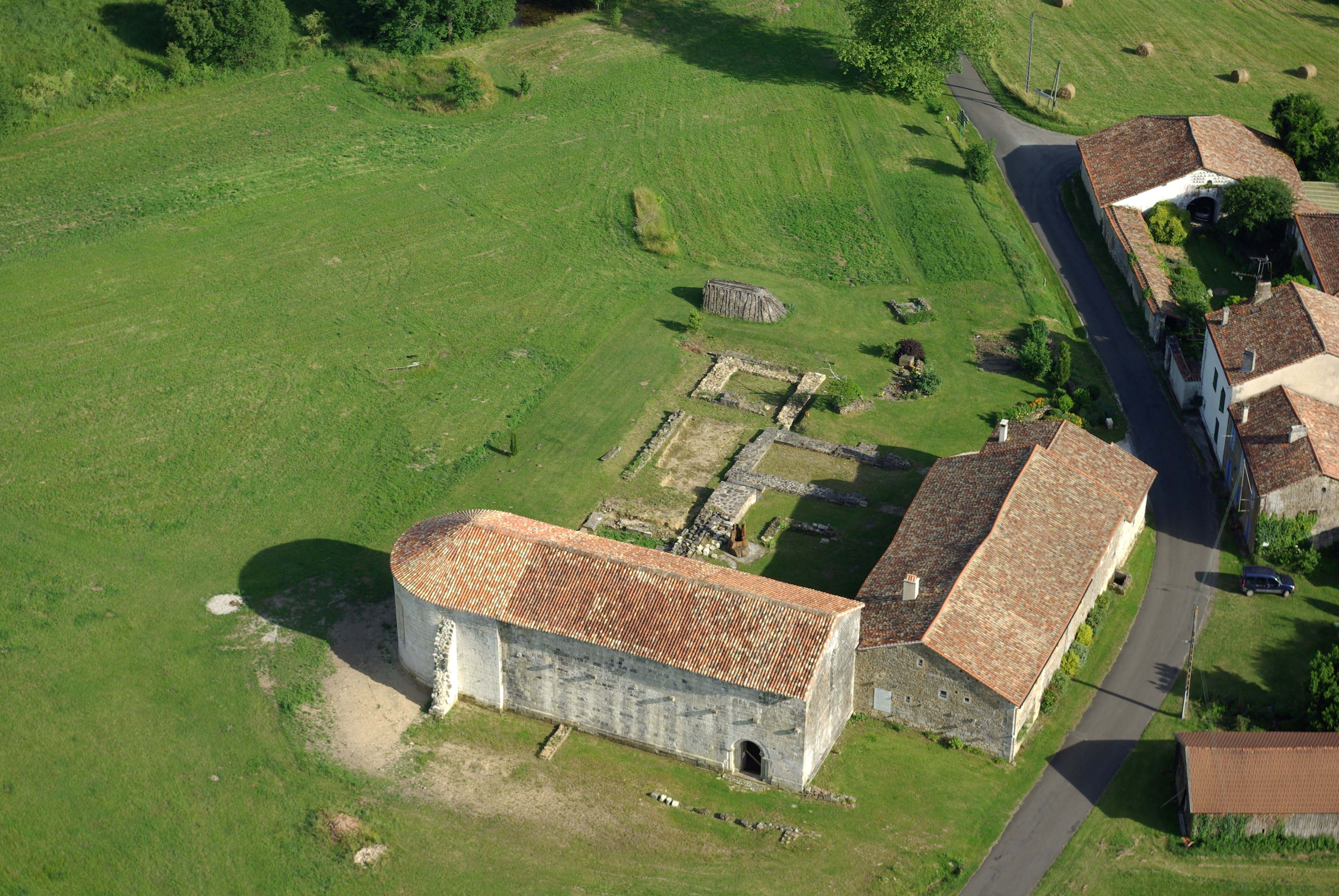
Церковь Розе
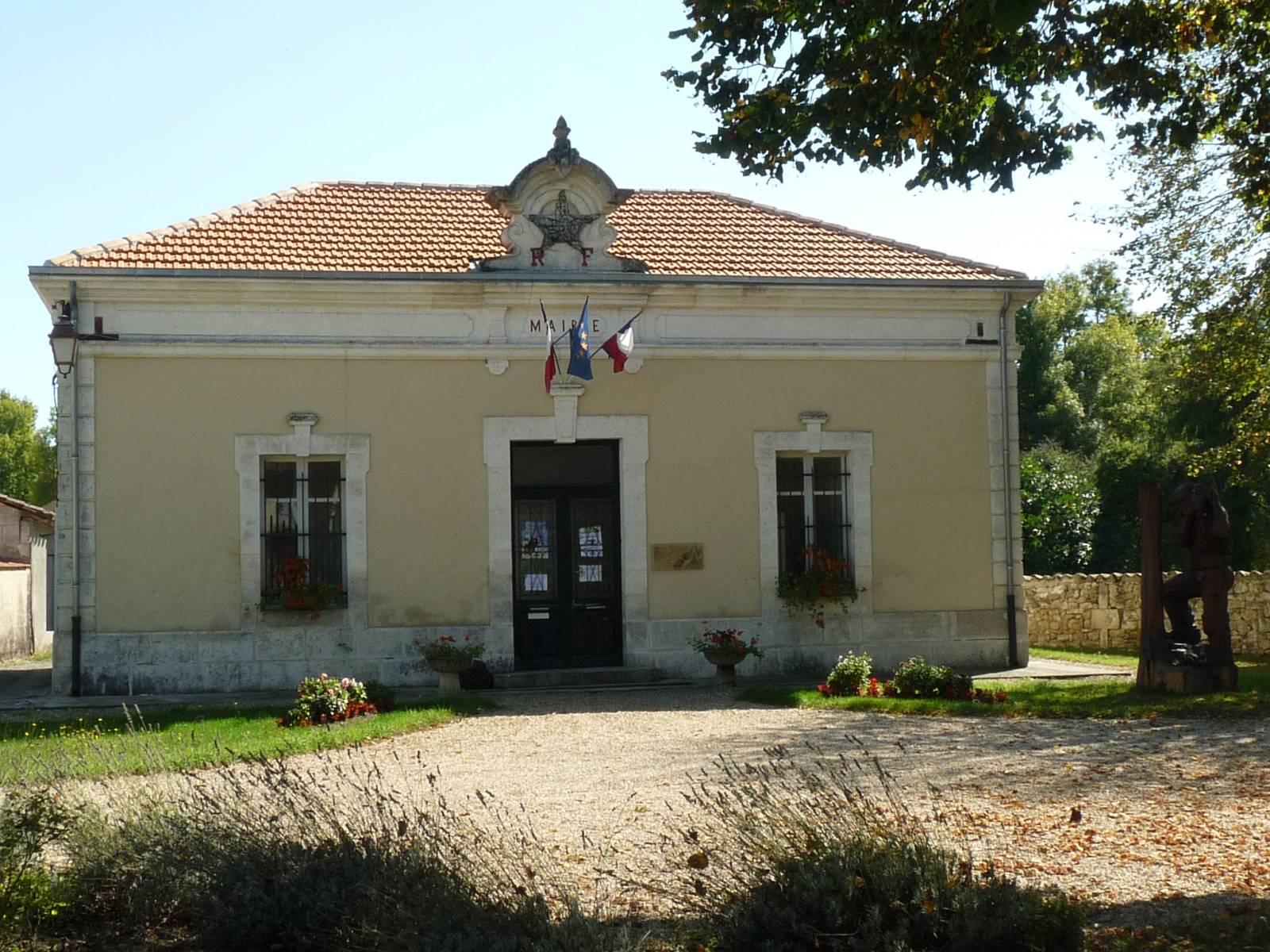
Мэрия